# Plintus
Plintus (řecky plinthos – cihla, latinsky plinthus) je stavební prvek v architektuře používaný v následujících významech:
    1) spodní část základny podpěry nebo podstavce ve formě silné desky.
    2) Doplnění podstavce čtvercovou deskou, na které se tyčí socha nebo váza.
    3) Vodorovná lišta pokrývající spojení stěny a podlahy.
V angličtině má plintus stejný význam, ale může také označovat celý podstavec (například „plinty“ na Trafalgarském náměstí v Londýně jsou vysoké sokly soch). Ve francouzštině znamená plintus obvykle podlahovou lištu.
Je to také název pro čtvercovou nebo obdélníkovou desku, na které leží patka sloupu, podstavce (soklu) sochy, pomníku nebo pilíře.
Slavný architekt Gottfried Semper ve své práci Čtyři prvky architektury (1851) považuje sokl za jeden ze základních architektonických prvků.
V jiných funkčních kontextech, jako jsou patky soch nebo podstavce, může být plintus kruhový, trojúhelníkový nebo konkávní. Na rozdíl od často komplikovaně navrženého podstavce jsou plinty v evropském a islámském umění plochými prvky bez dalšího členění. Ve východní Asii jsou takové základní prvky často navrženy složitěji.
Jako plintus jsou označovány i úzké výčnělky spodní fasády v podstavci budov, které jsou obvykle vysoké méně než 1 metr a nazývají se také jako sokly. Nemusí mít speciální konstrukční funkci a často slouží pouze ke zvýraznění struktury konstrukce.

## Galerie

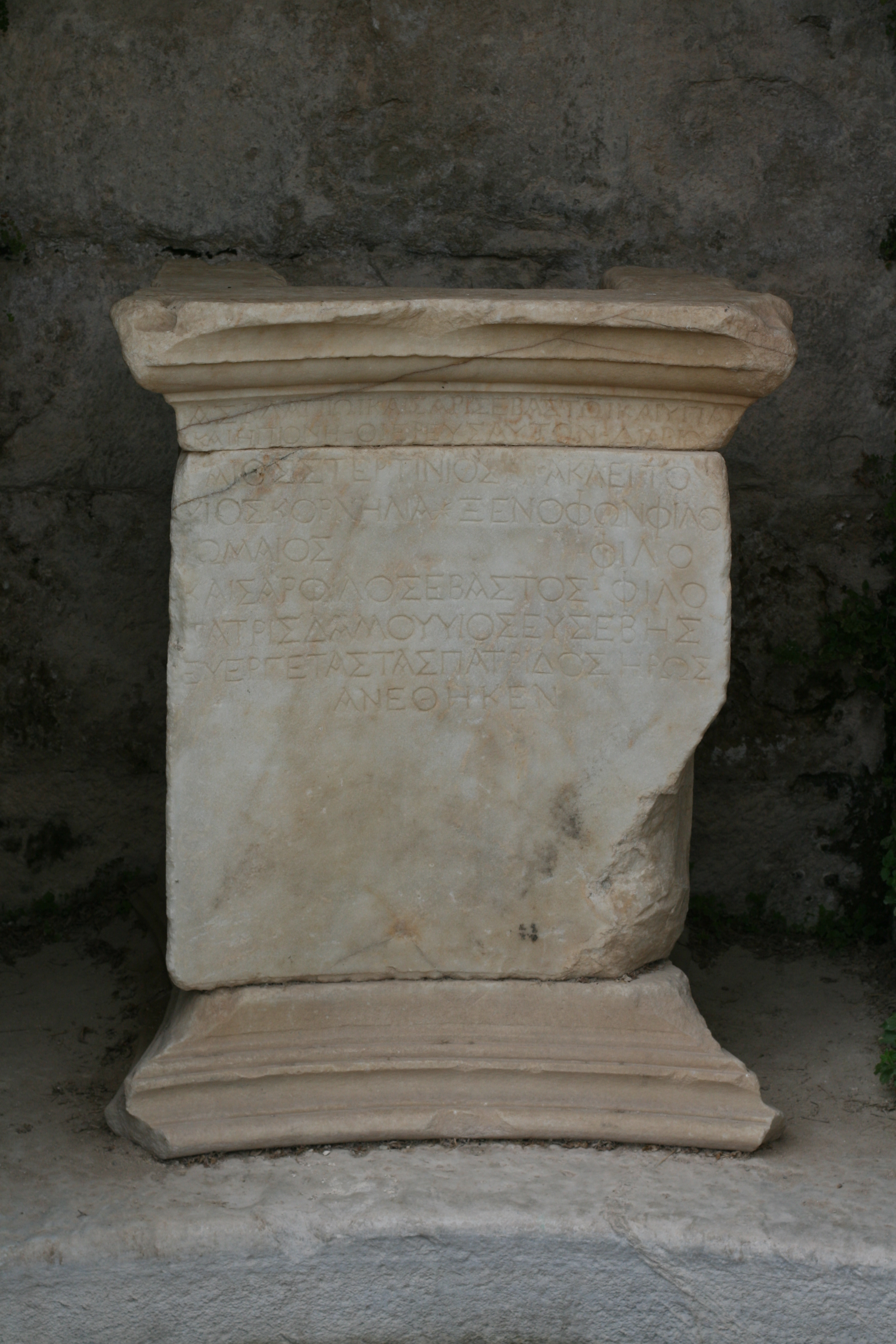
Plintus pod blokem s nápisy
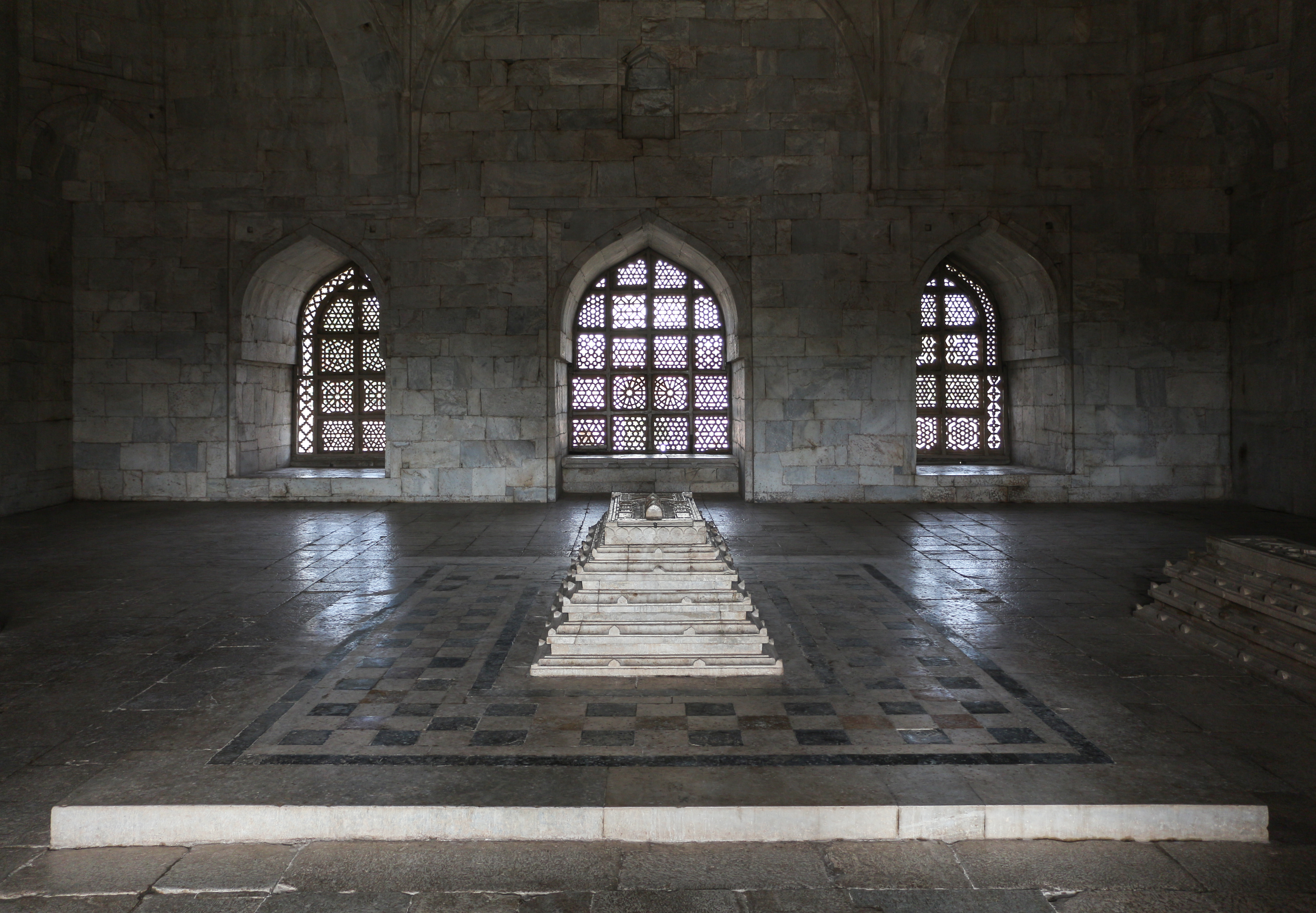
Plintus jako soklová zóna kenotafu, Mandu, Indie
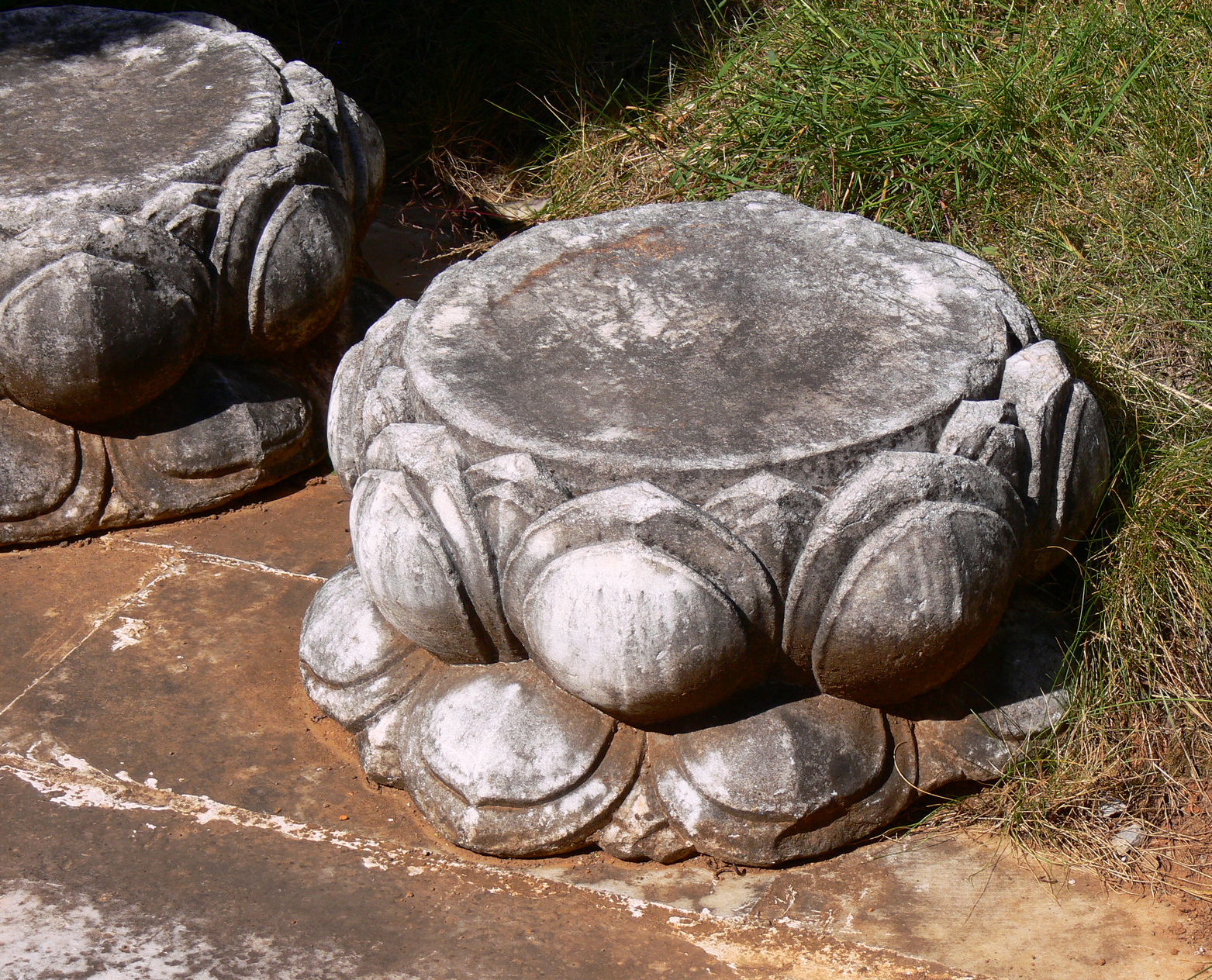
Lotosový plintus, dynastie Ming
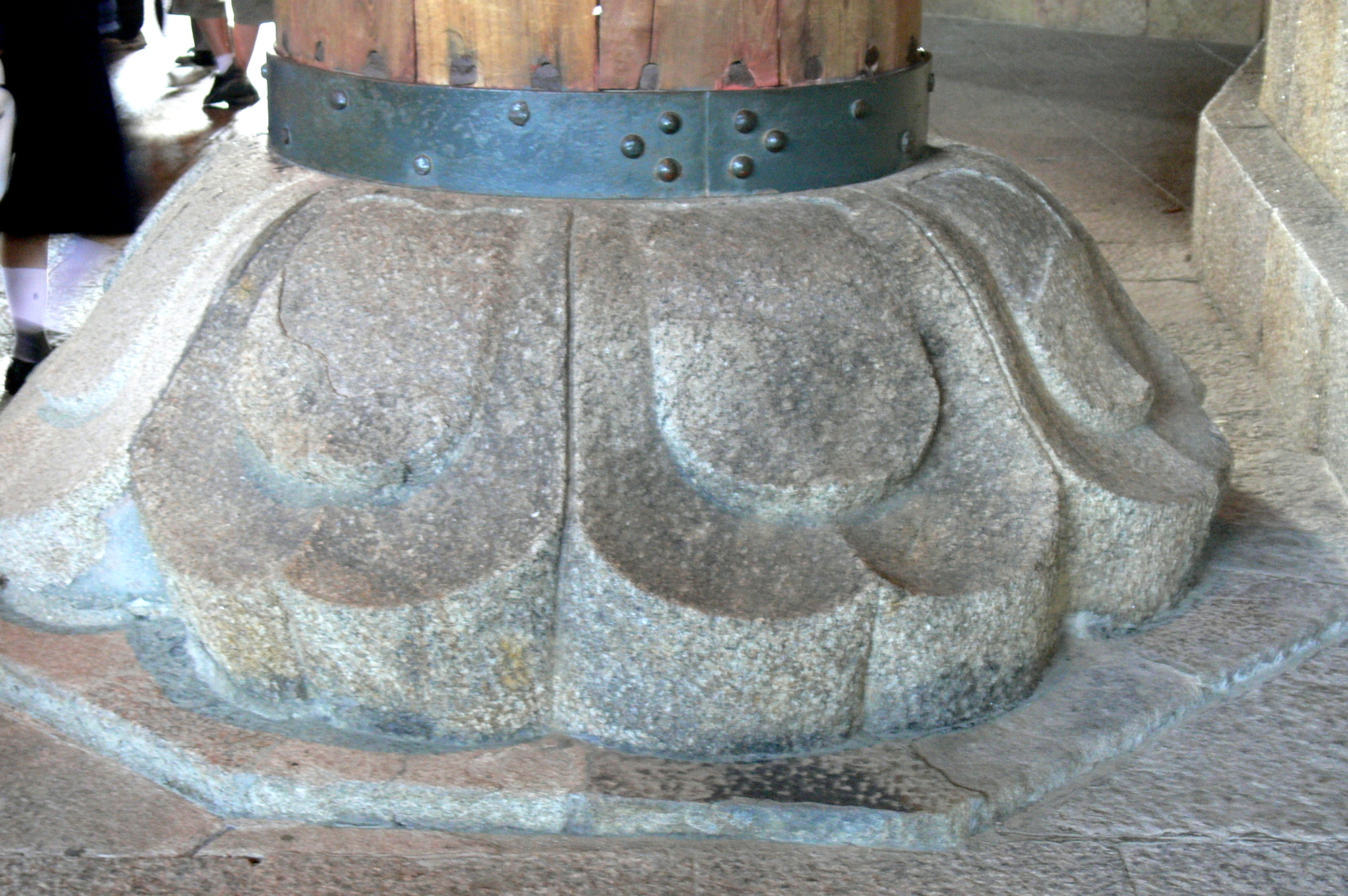
Lotosový plintus chrámu Tōdai-ji, Nara, Japonsko
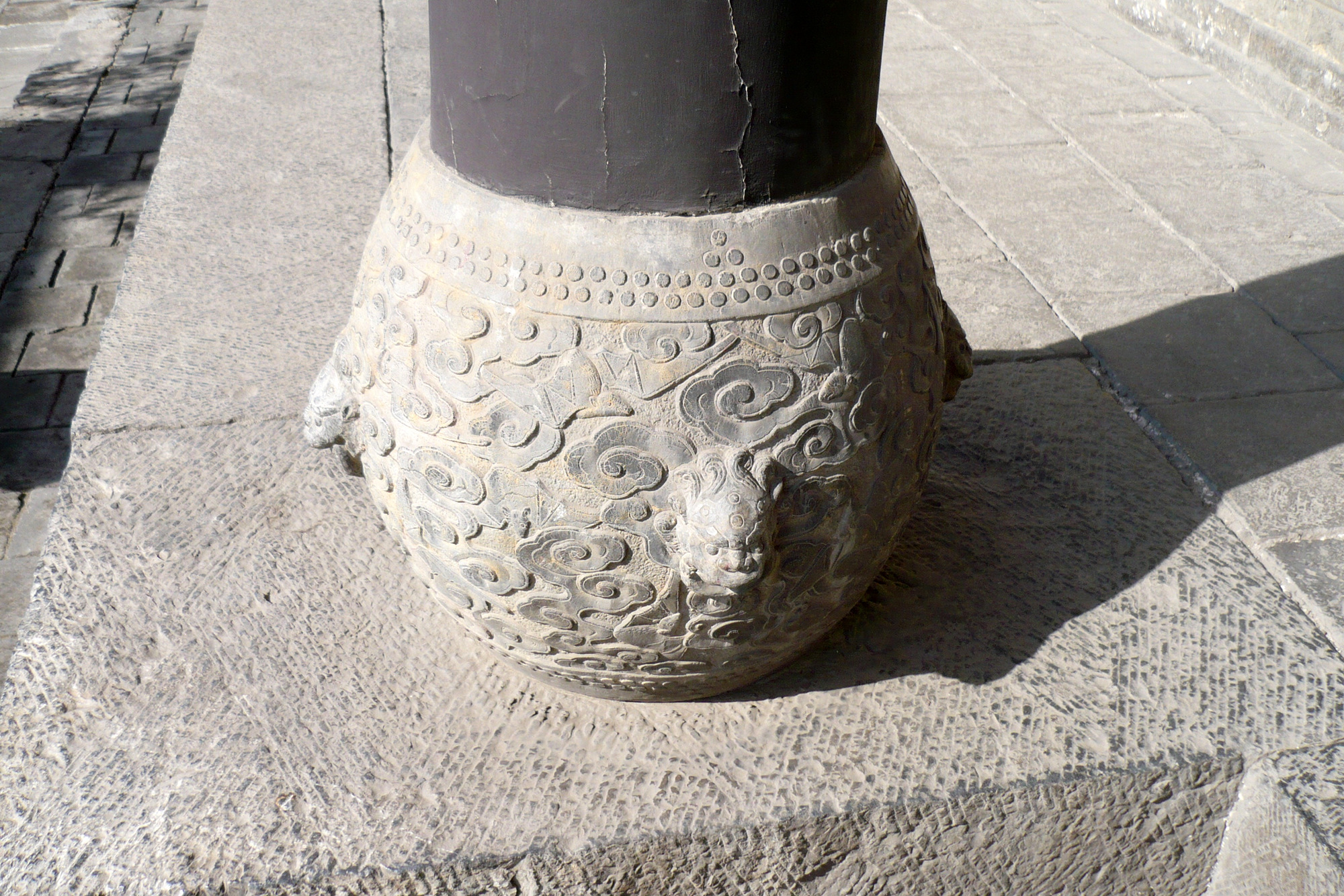
Plintus ve tvaru hrnce pod dřevěným sloupem
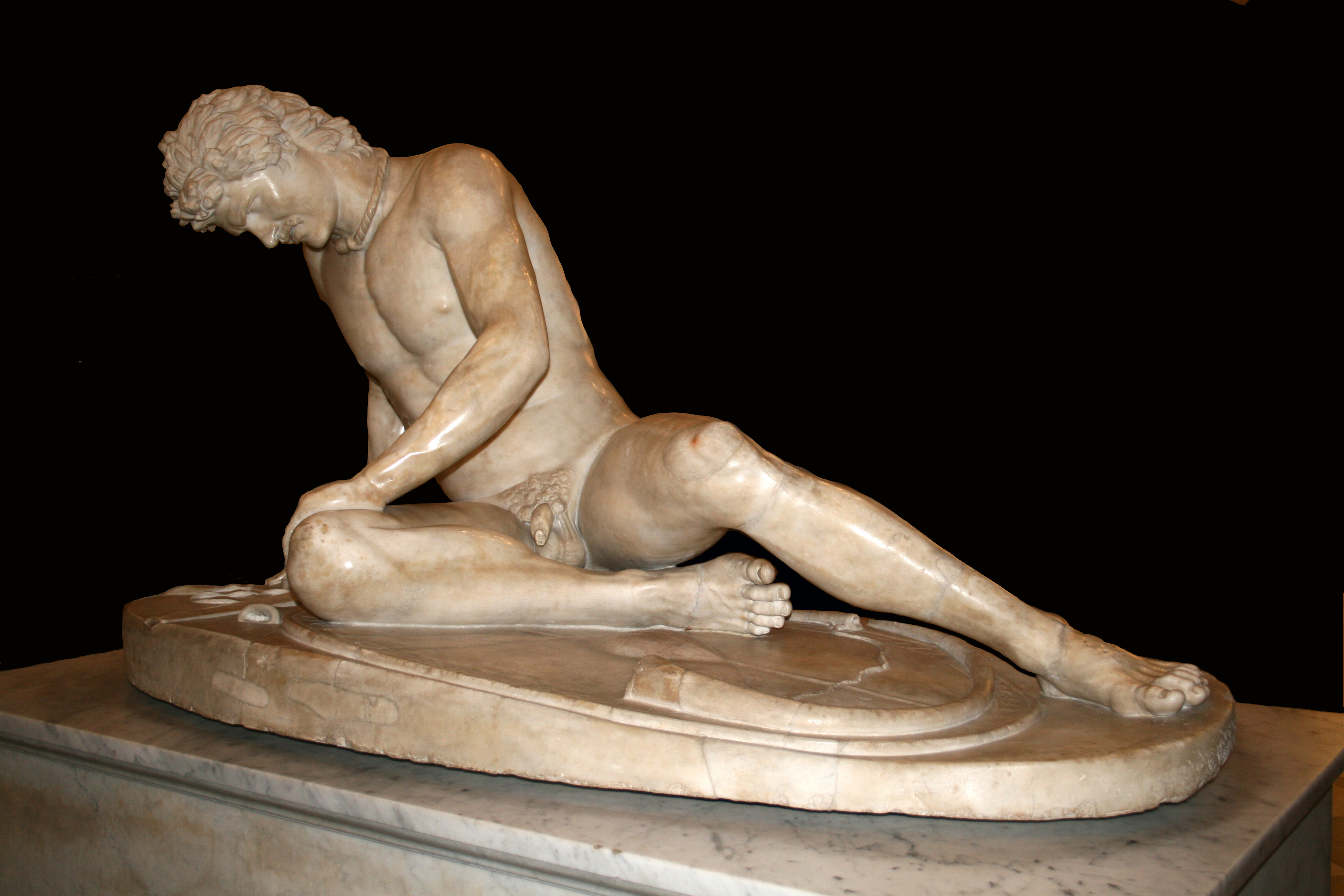
Plastika Umírající Gal, na plintu
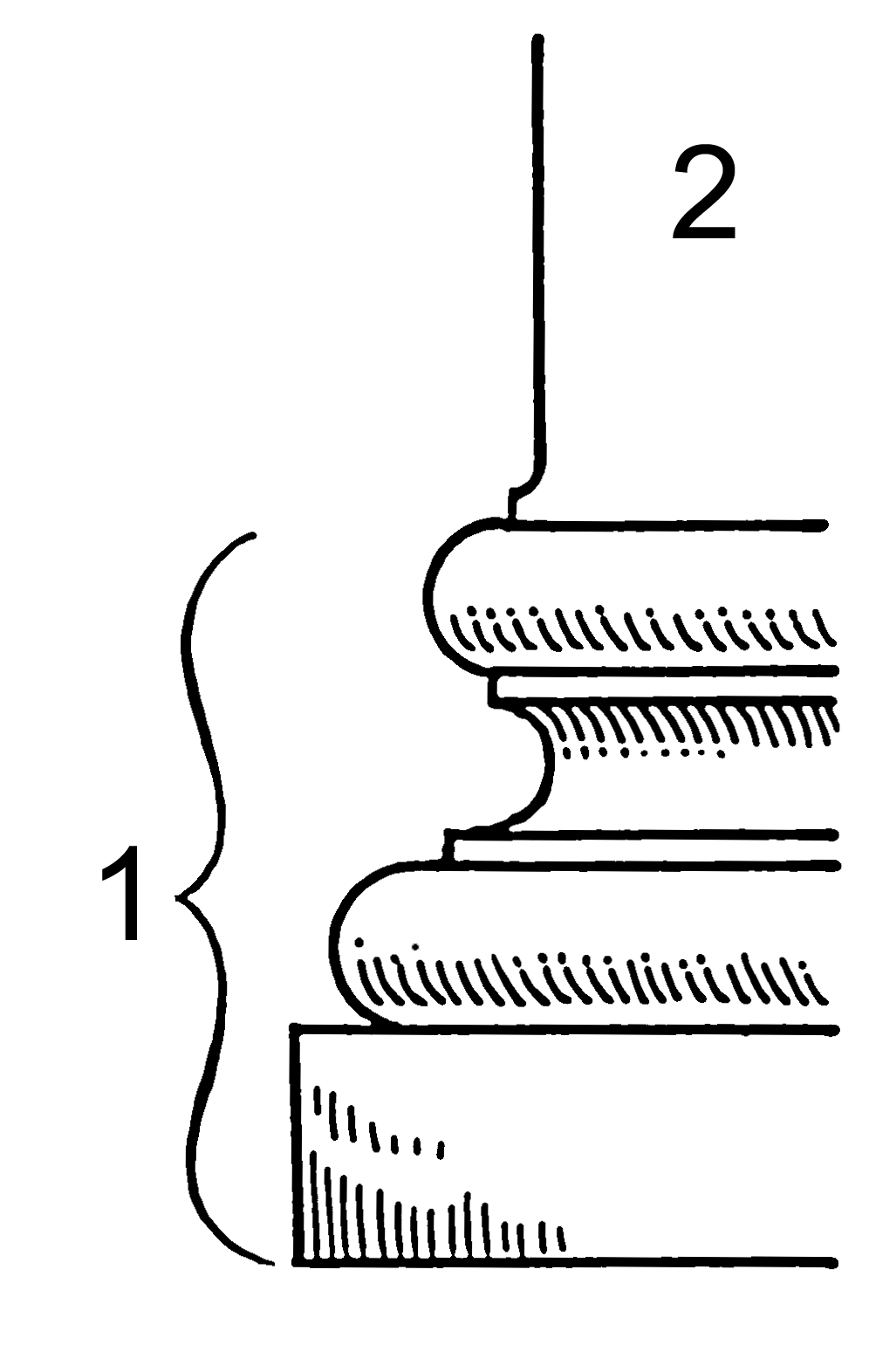
1.Patka sloupu. Její spodní část je plintus. 2.Vlastní sloup